# Kåfjord
Kåfjord (in sami Gáivuotna) è un comune norvegese della contea di Troms.
Nel comune si trova il Museo Tirpitz, centrato sulla nave da battaglia Tirpitz.